# El Periòdic d'Andorra
El Periòdic d'Andorra (en español: El Periódico de Andorra) es un periódico de información general de pago y de distribución matinal, editado en el Principado de Andorra.

## Historia
Fundado el 3 de febrero de 1997, por Josep Anton Rosell Pujol, que también fue su primer director, como medio de comunicación escrito con información general. Su tirada aproximada es de diez mil ejemplares diarios. La redacción está situada en la Avenida del Pessebre n.º 27, de Las Escaldas-Engordany. 
Hasta el 2010 perteneció a Andorrana de Publicacions SA, del Grupo Zeta, y se vendió de forma conjunta con El Periódico de Catalunya, medio que se distribuye por todo el territorio español. 
Actualmente el principal accionista es el empresario Enric Dolsa, excònsol de Ordino y propietario del Grupo Vallsegur. Higni Cierco del Grup Cierco es accionista mayoritario. Julià Rodríguez es el director editorial, y Higini Cierco Noguer del Grupo Cierco.